# السجناء السياسيون في السعودية
بدأَ زجّ المعارضين كسجناء سياسيين في المملكة العربية السعودية منذُ التسعينيات وحتى اليوم. وقعت عددٌ منَ الاحتجاجات والاعتصامات التي طالبت بالإفراج عن السجناء السياسيين خلال الاحتجاجات السعودية 2011-2012 في العديد من المدن في مُختلف أنحاء المملكة العربية السعودية، لكنّ قوات الأمن قمعتها بل استعملت أحيانًا العنف لتفريقها كما حصلَ في الاحتجاج الذي اندلعَ يوم 19 آب/أغسطس 2012 في سجن الحائر والذي اضطرت قوات الأمن فيهِ لإطلاق الرصاص الحي في الهواء لإخماده. ليست هناك إحصائيّة رسمية حولَ عدد السجناء السياسيين في سجون المباحث العامّة حيثُ أنّ وزارة الداخليّة تُنكر وجود أيّ سجينٍ من هذا النوع، فيمَا تقولُ لجنة حقوق الإنسان الإسلامية التي يقعُ مقرها في المملكة المتحدة إنّ هناك أكثر من 30,000 سجين سياسي في سجون المملكة، ونفس الأمر تُؤكّده بي بي سي.

## تقارير الاعتقال التعسفي
تقولُ لجنة حقوق الإنسان الإسلامية أنّ السجناء السياسيين في المملكة العربية السعودية عادةً ما يتم احتجازهم تعسفيًا دون تهمة أو محاكمة كمَا تصفُ اللجنة السجن السياسي في المملكة العربية السعودية بأنه «وباء» بحيثُ يشمل الإصلاحيين، نشطاء حقوق الإنسان، المحامين، الناشطين في الأحزاب السياسية، علماء الدين، المدونين، المحتجين الفرديين فضلًا عن مؤيدي الحكومة القُدَامى الذين عبَّروا عن انتقادات خفيفة وجزئية فقط لإحدى سياسات الحكومة.

## 1990
في أعقاب حرب الخليج الثانية؛ طالبَت مجموعة من المثقفين بمن فيهم أكاديميون وعلماء دين في المملكة العربية السعودية على عرائض عامّة تدعو إلى «الإصلاح السياسي» وبحلول عام 1993 أُنشأت لجنة الدفاع عن الحقوق الشرعية فكانَ المتحدث باسمها هوَ محمد المسعري. خلّفت هذهِ «التحرّكات» ردود فعلٍ قويّة حيثُ طاردت القوات الأمنيّة كل من نادى أو أيّد ما جاءَ به المسعري أو غيره كما شنّت حملة اعتقالات جماعية. في تلكَ الفترة أقدمت السلطات على اعتقالِ كل من المسعري والمحامي سليمان الرشودي والجرّاح سعد الفقيه، لكنّها أطلقت سراحهم فيما بعد بشروط محددة حيثُ فرضت على البعض منع السفر أو الإقامة الجبرية بالإضافةِ إلى تقييد أمور أخرى.

## 2000
معَ بداية القرن الحادي والعشرين؛ اعتقلت السلطات السعودية عددًا من الشيوخ الذين انتقدوا الوجود الأمريكي في المملكة أو الذين انتقدوا السياسة الخارجيّة للرياض بصفةٍ عامّة وربطت تلكَ الاعتقالات بالتفجيرات التي حصلت في الفترة الممتدة من 2003 إلى 2006 والتي كانَ يقفُ خلفها تنظيم القاعدة في جزيرة العرب. في الثاني من شباط/فبراير 2007 عاودت السلطات السعودية اعتقالَ مجموعةٍ منَ الأكاديميين والنشطاء في مجال حقوق الإنسان والإصلاحيين – بمن فيهم سليمان الرشودي – فيما وصفت وسائل الإعلام المحليّة والتي تتبعُ في الغالبِ للدولة ما جرى «بالعملية الناجحة لمكافحة الإرهاب».
في نوفمبر/تشرين الثاني 2008؛ بدأَ 20 من نشطاء حقوق الإنسان إضرابًا عن الطعام لمدة يومين للمطالبة بالإفراج عن الرشودي والمحتجزين الآخرين في 2 فبراير/شباط 2007. في السياق ذاته؛ قالَ محمد فهد القحطاني عضو الجمعية البرلمانية الآسيوية لحقوق الإنسان أن الالتماسات التي طالبت بإخضاعِ الناشطين لمحاكمات عادلة وتحسين ظروفِ احتجازهم قد تم تجاهلها من قِبل الدولة وأن حرية التعبير وحرية التجمع لم يتم احترامها في المملكة العربية السعودية. فيمَا وصفَ موقع Adalaksa.org الإضراب عن الطعام بأنه «أول إضراب عن الطعام مُنسّق في تاريخ المملكة العربية السعودية.»

## 2010

### النصف الأوّل

#### الاعتقالات
وفقًا للجنة حقوق الإنسان الإسلامية فقد تمّ تأسيسُ العديد من المجموعات السياسية وتلكَ المُناصرة لحقوق الإنسان معَ بداية العقد الثاني من القرن الحادي والعشرين ما دفعَ السلطات إلى إغلاقها أو إلقاء القبض على مؤسّسيها بل امتدت عمليّات الاعتقال إلى الكُتاب والمدونين حيثُ اعتُقل مثلًا الزعيم القبلي مخلف الشمري ووجّهت له تهمة «إزعاج الآخرين» في مقالاته التي كانت تُنشر في إحدى الصحف المحلية وعلى شبكة الإنترنت كما اعتُقلَ أستاذ القانون المساعد محمد العبد الكريم لنشره مقالاً بعنوان «الصراع بين الأجنحة الحاكمة في المملكة العربية السعودية» عبر الإنترنت في 22 نوفمبر 2010 بالإضافةِ إلى اعتقال شباب آخرين لمجرّد انضمامهم لمجموعات حقوق إنسان أو تعبيرهم بشكلٍ سلمي عن آرائهم في مواقع التواصل أو على النت بصفةٍ عامّةٍ.
أُسّس حزب الأمة الإسلامي في 10 شُبَاط/فبراير 2011، وقيلَ حينها إنّه سيشكّل خطوة مهمة نحو الإصلاح السياسي الذي كانت تطمحُ له الرياض، لكن وبعدَ حوالي أسبوع واحد؛ أقدمت السلطات مجددًا على اعتقال معظم مُؤسّسيه. أٌفرجَ عنهم جميعًا في وقتٍ لاحقٍ من عام 2011 باستثناء مُعتَقلٍ واحدٍ وذلك بعد توقيعهم على وثائق يتعهدون فيها بعدمِ «ممارسةِ أيّ نشاطٍ معادٍ للحكومة»، كما فرضت السلطات السعودية عليهم عددًا من الشروط بما في ذلك حظر السفر وحظر الظهور على وسائل الإعلام وأشياء أخرى من هذا القَبيل.
تدهورت الأوضاع أكثر معَ بداية عام 2011 وخاصّة بعدما اندلعت احتجاجات متفرّقة في الجنوب وفي مناطق أخرى فألقت السلطات القبضَ على مجموعةٍ من النشطاء المعروفين على الصعيد الوطني على غِرار محمد صالح البجادي الذي قُبض عليه في 21 آذار/مارس 2011 بسببِ حملته من أجل إطلاق سراح السجناء السياسيين كما ألقت القبض على أشخاص كانوا غير معروفين سابقًا وَأصبحوا أيقونات حركة الاحتجاج في المملكة العربية السعودية، مثلَ خالد الجهني الذي اعتُقل في 11 آذار/مارس 2011 أو كما أُطلق عليهِ في الداخل السعودي «يوم الغضب». في مارس/آذار 2012؛ قدّرت منظمة العفو الدولية العَدد الإجمالي للاعتقالات المتعلقة بالاحتجاجات التي بدأت قبلَ عامٍ واحدٍ بالمئات وذكرت بأن معظمهم قد أُطلق سراحهم دون تهمة فيما ظلّ بعضهم محتجزين تعسفيًا واتُهموا بجرائم غامضة متعلقة بالأمن وجرائم أخرى.

#### لجنة التظلمات
رفعَ فريق الدفاع القانوني عن سليمان الرشودي دعوى قضائية في لجنة التظلمات ضد وزارة الداخلية السعودية في 16 آب/أغسطس 2009 على أساس أنّ اعتقالات الثاني من شباط/فبراير 2007 كانت تعسفيّة. عُقدت ثماني جلسات في المحكمة؛ ورُفضت القضية في الجلسة الثامنة «لعدم وجود اختصاص». حضر الدورة الثامنة (النهائية) ممثلو اللجنة وجمعية حقوق الإنسان أولاً والجمعية الوطنية لحقوق الإنسان وعددٌ منَ الصحفيّين الدوليين فيمَا تغيّب ممثلو المباحث عن الجلسة مُقابل حضور ضباط آخرين في ملابس مدنية كانوا جالسين في الممرات القريبة من قاعة المحكمة بل حاولوا منع ممثلي منظمة حقوق الإنسان والصحفيين من دخول القاعة. خلصت اللجنة إلى أن المحاكمة كان لها «فوائد كبيرة» حيث سمَحت وزارة الداخلية بحضور نشطاء حقوق الإنسان والصحفيين كمَا سمحت للمحتجزين بالاتصال بالمحامين و«فوائد» أخرى.

#### المطالبة بالإفراج عن السجناء
تكرّرت الاحتجاجات والاعتصامات التي التي تُطالب بالإفراج عن السجناء السياسيين بشكل متكرر حيثُ تجمّع مثلًا عددٌ من المتظاهرين بالقربِ من مقر وزارة الداخلية بالرياض في 20 آذار/مارس 2011 بما في ذلك ابنة سليمان الرشودي و30 امرأة أخرى وحوالي 200 رجل، ثمّ تجمّع آخرون من جديدٍ في نيسان/أبريل وأيّار/مايو في القطيف والعوامية والهفوف في المنطقة الشرقية. وقعت احتجاجات مماثلة في الرياض وبريدة في كانون الثاني/ديسمبر 2011، وفي يوليو وأغسطس 2012 أمام مقر الوزارة مُجددًا في العاصِمة. كما حصلت احتجاجات صغيرة أخرى في مكة المكرّمة، الطائف، في بريدة،  واحتجاجات أخرى على مقربةٍ من سجن الحائر، وفي الدمام. بحلول أغسطس/آب 2012؛ عقدَ بعض المتظاهرين في المنطقة الشرقية لقاءات صحفيّة قالوا فيها أن هدفهم من التظاهر هو إطلاق سراح جميع المعتقلين الشيعة والسنة على حدٍ سواء.

#### عقوبة الإعدام
في عام 2016؛ أُعدم علي سعيد الربح والذي حوكمَ بتهمةِ ارتكاب جرائم دون سن 18 عامًا علمًا أنّ السعودية دولة طرف في اتفاقية حقوق الطفل ما يعني أنّها مُلزمة قانونًا بضمانِ عدم الحكم على أي شخص أقل من 18 عامًا وقت ارتكاب جريمة ما بالإعدام أو السجن مدى الحياة دون إمكانية إطلاق سراحه، كما يواجهُ عددٌ من الشباب الآخرين حُكمَ الإعدام بمن فيهم علي محمد النمر، عبد الله الزاهر وداود المرهون الذي قُبض عليه بشكل فردي في عام 2012. لقد أُدين الشبان الثلاث بتهمِ ارتكابِ جرائم متعلقة بالأمن وذلك بُعيدَ مشاركتهم في الاحتجاجات المناهضة للحكومة.

### النصف الثاني
في 15 تمّوز/يوليو 2015؛ حُكم على الكاتب والمعلق السعودي الدكتور زهير كتبي بالسجن لمدة أربع سنوات دون توجيهِ تهمٍ واضحةٍ بعد مقابلة في قناة روتانا ناقشَ خلالها أفكاره عن الإصلاح السلمي في المملكة العربية السعودية للتحوّل إلى الملكية الدستورية بدل المُطْلَقَة كما تحدث عن مكافحة القمع الديني والسياسي. قالَ محامي زهير إنّ نصف الحكم قد تم تعليقه؛ لكنه مُنع من الكتابة لمدة 15 عامًا كما مُنعَ من السفر إلى الخارج لمدة خمس سنوات بالإضافةِ إلى دفعِ غرامة ماليّة قدرها 26,600 دولار.

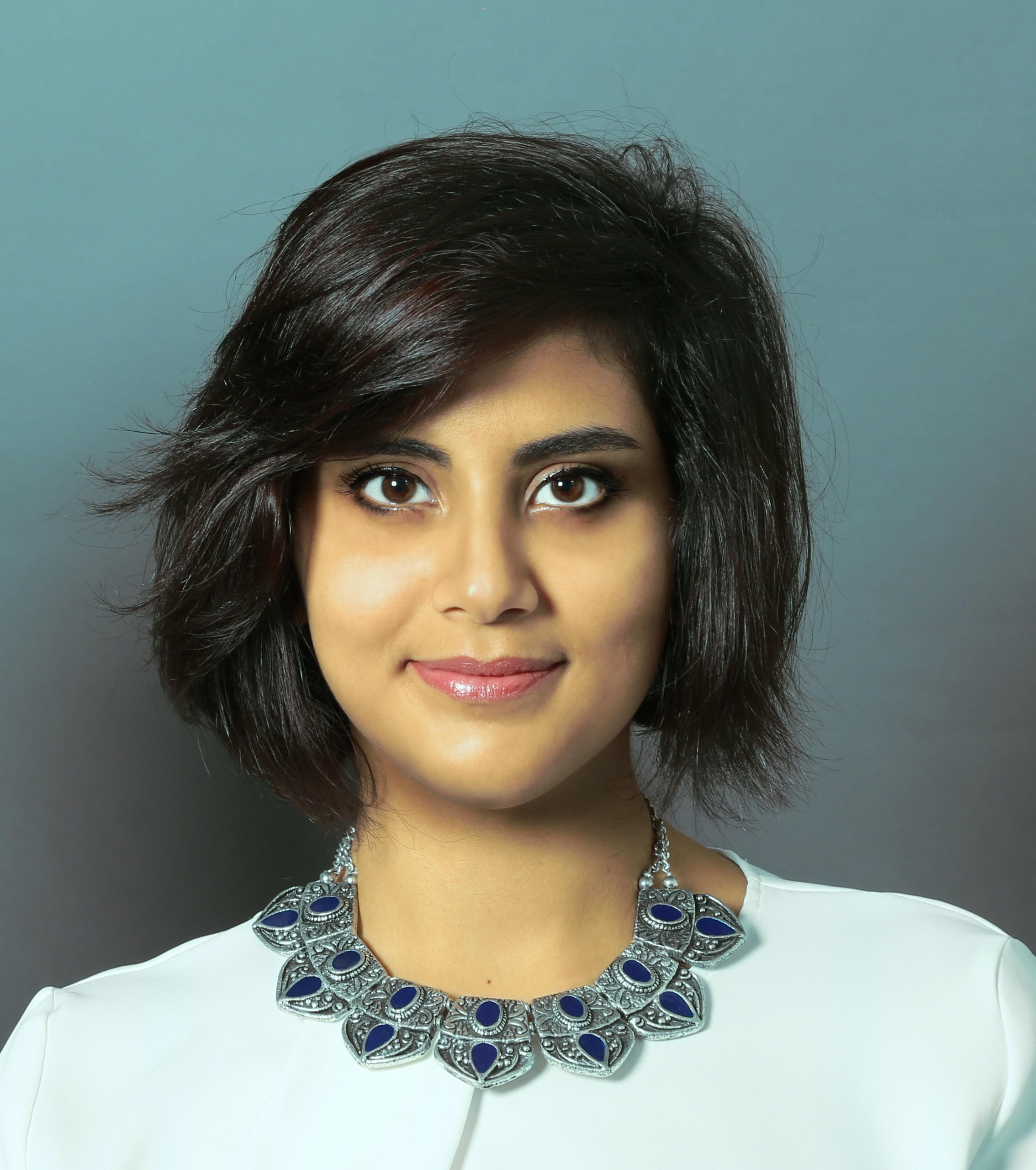
لجين الهذلول الناشِطة الحقوقيّة التي اعتُقلت وعُذبت خلال حملة السلطات عام 2018 على النشطاء المناهضين للوِلاَية

في أيّار/مايو من عام 2018؛ اعتقلت سلطات المملكة عددًا من النشطاء الحقوقيين بما في ذلك لجين الهذلول، إيمان النفجان، عزيزة اليوسف، سمر بدوي، ونسيمة السادة وآخرون تعسفيًا وأودعتهم سجن ذهبان المركزي. وفقًا للتقارير التي نشرتها هيومن رايتس ووتش ومنظمة العفو الدولية ومنظمة القسط فقد تعرّض بعضُ النشطاء للتحرش الجنسي والتعذيب وغيره من ضروب سوء المعاملة أثناء الاستجواب بل تعرّضت لجين للضربِ بالصدمات الكهربائية والجلد على أيدي المحققين السعوديين.
في عام 2017؛ اعتقلت السعودية الدكتور وليد فتيحي وهو مواطن سعودي يحملُ الجنسية الأمريكيّة رفقة أزيد من 200 شخص آخر بتهمة الفساد حيثُ أودعوا فندق الريتز كارلتون في الرياض. وفقًا لتقرير نشرتهُ نيويورك تايمز عام 2019 فقد تعرّض فتيحي للتعذيب الشديد المُتمثل في الضرب والجلد والتعرية والصعق بالكهرباء؛ ولا يزال الطبيب الذي تلقى تدريبًا في جامعة هارفارد مسجونًا دون أي تهم أو حتّى محاكمة علنيّة.
في 28 مارس/آذار 2019؛ أطلَقت السعودية سراح ثلاثة نشطاء حقوقيين من بينِ مجموعة من المعتقلين بمن فيهم عزيزة اليوسف وإيمان النفجان والدكتورة رقية محارب بكَفالة؛ ووعدت بالإفراج عن ثمانية آخرين قُبض عليهم بتهم غامضة. في السياق ذاته قالت جريدة الغارديان إنّه وَقبل يومٍ واحدٍ من إطلاق سراحِ إحدى الناشطات؛ قالت في جلسةِ استماع أنها أثناء احتجازها أخذها عدة رجال مخمورين من زنزانتها إلى مكان سري وعذبوها. فيما انتشرت تقارير وأخبار أخرى تُفيد بأنّ حراس المباحث قد أجْبروا بعض المُعتَقلات على الإفطار في شهر رمضان فيما تمّ تهديدِ سجينة واحدةٍ أخرى على الأقل بالاغتصاب والقتل ثمّ رمي جثثها في مجاري الصرف الصحي وعلى الرغمِ من كل تلكَ التقارير إلّا أن الحكومة السعودية نفت كل ما قيل عن تهمِ سوء المعاملة.
بحلول نهاية آذار/مارس 2019؛ قالت جريدة الغارديان البريطانيّة إنّها حصلت على تقارير طبية مُسرّبة لعددٍ من السجناء السياسيين في المملكة فذكرت أن السجناء عانَوا من حالات سوء التغذية الشديدة والجروح والكدمات والحروق. وعَلى الرغم من إنكار الحكومة المستمر للتعذيب؛ حاولت بعضُ الدول الغربيّة وعلى رأسها الولايات المتحدة توصيةَ الملك سلمان بالعفوِ عن جميع السجناء أو إطلاق سراح الذين يعانون من مشاكل صحيّة.
في عام 2019؛ حثت هيومن رايتس ووتش السلطات السعودية على إطلاق سراح وليد أبو الخير وهو محامٍ بارز وناشط في مجال حقوق الإنسان يقضي حكماً بالسجن 15 عامًا في سجن ذهبان. قُبض على أبو الخير في عام 2014 بسبب دفاعه السلمي عن حقوق الإنسان حيثُ أدانتهُ المحكمة الجنائية المتخصصة بستِّ تهمٍ بما في ذلك «الإضرار بالنظام العام للدولة» و«إثارة الرأي العام والاستخفاف به وإهانة السلطة القضائية»، فحكمت عليهِ بالعُقوبة السجنيّة بالإضافة إلى فرض حظرِ سفرٍ لمدة 15 عامًا وغرامة قدرها 200,000 ريال سعودي.
في 17 نيسان/أبريل 2019؛ أُلغيت الجلسة الرابعة من محاكمة 11 ناشطًا بمن فيهم لجين الهذلول، إيمان النفجان وعزيزة اليوسف بسبب «أسباب خاصة» دون الإعلان عن تجديدِ الجلسة. جديرٌ بالذكرِ هنا أنّ الجارديان قالت في أحدثِ تقاريرها إن معاملة السجناء السياسيين لم تتحسن في المملكة العربية السعودية رغم الضغوط الدولية.
قام حوالي 50 من ضباط أجهزة الأمن باحتجاز أبناء سعد بن خالد الجبري يوم 16 مارس 2020. وصف الجبري أبناءه بأنهم محتجزين كرهائن ولا يعرف إن مازالوا أحياء.

## عدد السجناء السياسيين
تتراوح الادعاءات والتقديرات حول عدد السجناء السياسيين المُحتَجزين في المملكة العربية السعودية في 2011-2012 بين صفر حسب ادعاء الحكومة، و30,000 حسب مصادر المُعارضة ونشطاء حقوق الإنسان.